# Trophée Clarins 2024
Il Trophée Clarins 2024 è un torneo di tennis femminile giocato sui campi in terra rossa all'aperto. È la 3ª edizione del torneo, che fa parte del WTA Challenger Tour 2024. Il torneo si gioca al Lagardère Paris Racing Club di Parigi in Francia dal 13 al 19 maggio 2024.

## Partecipanti al singolare

### Teste di serie
| Nazionalità | Giocatrice      | Ranking* | Testa di serie |
| ----------- | --------------- | -------- | -------------- |
| Stati Uniti | Emma Navarro    | 22       | 1              |
| Regno Unito | Katie Boulter   | 28       | 2              |
| Stati Uniti | Sloane Stephens | 35       | 3              |
| Francia     | Diane Parry     | 50       | 4              |
| Cina        | Zhu Lin         | 57       | 5              |
|             | Diana Šnajder   | 62       | 6              |
| Romania     | Ana Bogdan      | 63       | 7              |
| Spagna      | Cristina Bucșa  | 70       | 8              |

* Ranking al 6 maggio 2024.

### Altre partecipanti
Le seguenti giocatrici hanno ricevuto una wild card per il tabellone principale:
- Loïs Boisson
- Simona Halep
- Kristina Mladenovic
- Chloé Paquet

Le seguenti giocatrici sono passate dalle qualificazioni:
- Lauren Davis
- Olivia Gadecki
- Elsa Jacquemot
- Elena-Gabriela Ruse

### Ritiri
Prima del torneo
- Clara Burel → sostituita da  Alizé Cornet
- Jaqueline Cristian → sostituita da  Taylah Preston
- Kayla Day → sostituita da  Katie Volynets
- Océane Dodin → sostituita da  Julija Starodubceva
- Leylah Fernandez → sostituita da  Heather Watson
- Tamara Korpatsch → sostituita da  Fiona Ferro
- Tatjana Maria → sostituita da  Aljaksandra Sasnovič
- Arantxa Rus → sostituita da  McCartney Kessler
- Kateřina Siniaková → sostituita da  Yuriko Miyazaki
- Clara Tauson → sostituita da  Anastasija Zacharova
- Yuan Yue → sostituita da  Ėrika Andreeva

## Partecipanti al doppio

### Teste di serie
| Nazione  | Giocatrice     | Nazione | Giocatrice     | Rank1 | Seed |
| -------- | -------------- | ------- | -------------- | ----- | ---- |
| Spagna   | Cristina Bucșa |         | Vera Zvonarëva | 36    | 1    |
| Norvegia | Ulrikke Eikeri | Estonia | Ingrid Neel    | 61    | 2    |

* Ranking al 6 maggio 2024.

## Campionesse

### Singolare
Diana Šnajder ha sconfitto in finale  Emma Navarro con il punteggio di 6-2, 3-6, 6-4.

### Doppio
Asia Muhammad /  Aldila Sutjiadi hanno sconfitto in finale  Monica Niculescu /  Zhu Lin con il punteggio di 7-6(3), 4-6, [11-9].